# Rivalità Packers-Vikings

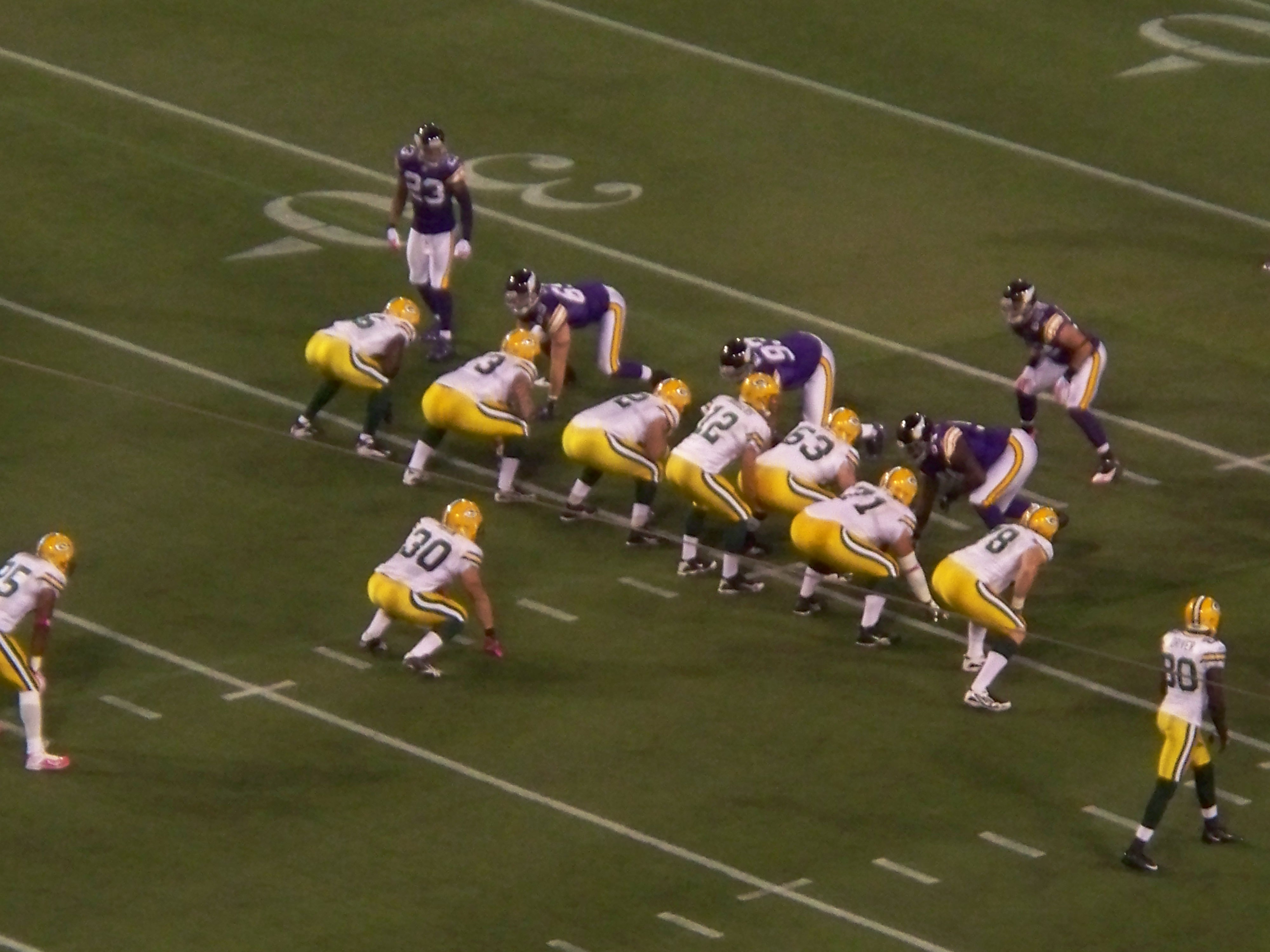
Una partita del 2009 tra Minnesota Vikings e Green Bay Packers

La rivalità Packers–Vikings è una rivalità di football americano nella National Football League tra i Green Bay Packers e i Minnesota Vikings. CBS l'ha classificata come la terza migliore rivalità degli anni 2000.
Nell'era moderna, I Minnesota Vikings sono stati i maggiori avversari al dominio dei Packers nella NFC North division. Mentre i Packers hanno vinto quasi il 75% delle loro gare contro i Chicago Bears e i Detroit Lions dall'inizio della prima stagione del quarterback Brett Favre nel 1992, hanno vinto solo circa il 50% delle gare contro i Vikings (con un record di 33–28–2 in quel periodo).

## Gare ed eventi degni di nota
- I Packers, sotto la direzione del capo-allenatore Vince Lombardi, batterono i Vikings in nove delle prime dieci partite nelle prime cinque stagioni di Minnesota nella NFL (1961–1965). Nelle stagioni delle prime due vittorie del Super Bowl di Green Bay sotto Lombardi (1966–67), le due squadre vinsero una gara a testa. Nelle quattro stagioni in cui Minnesota raggiunse il Super Bowl (1969, 1973, 1974, 1976) i Vikings vinsero sette gare su otto contro i Packers. L'allenatore dei Vikings Bud Grant ebbe un bilancio di 22–14–1 contro i Packers.
- Il 26 settembre 1993 i Vikings erano in svantaggio in casa contro i Packers per 13–12 senza time out a meno di due minuti dal termine. Bisognosi di convertire un quarto down e otto dalla propria linea delle 19 yard, il quarterback di Minnesota Jim McMahon trovò Cris Carter per un guadagno di 19 yard che tenne vivo il drive. Dopo due passaggi completi, inframezzati a tre incompleti, ci si trovò a una situazione di terzo down e dieci con 14 secondi al termine. McMahon si spostò per evitare i difensori avversari e improvvisamente trovò il ricevitore rookie Eric Guliford, completamente libero, per 20 yard. McMahon passò così un lancio da 45 yard con 6 secondi al termine prima che Mike Prior spingesse Guliford fuori dal campo. Ciò portò al quinto field goal della partita di Fuad Reveiz, portando i Vikings alla vittoria per 15–13. Fu l'unica ricezione di Guliford in due stagioni con i Vikings.
- Il 5 ottobre 1998 il ricevitore rookie dei Vikings Randy Moss fece il suo debutto nel Monday Night Football al Lambeau Field ed ebbe cinque ricezioni per 190 yard e 2 touchdown. Randall Cunningham ebbe altri due passaggi da touchdown e Gary Anderson segnò tre field goal nella vittoria per 37–24 dei Vikings. Favre lanciò tre intercetti e fu messo in panchina in favore di Doug Pederson, che lanciò un paio di touchdown nel quarto periodo. La sconfitta chiuse una striscia di 18 vittorie consecutive dei Packers in casa che risaliva al 1995.
- In un Monday Night Football del 6 novembre 2000, erano in parità ai tempi supplementari quando Brett Favre lanciò un lungo passaggio che il cornerback dei Vikings Cris Dishman deviò verso Antonio Freeman, che era a terra. Il pallone andò direttamente dal braccio di Dishman alla spalla di Freeman, che rotolò per compiere una ricezione sulla linea delle 15 yard, portando l'ovale nel touchdown della vittoria per 26-20. Ciò portò il commentatore Al Michaels ad esclamare la famosa frase: "He did what?" (in italiano: "ha fatto cosa?")
- Il 24 dicembre 2004 i Packers si recarono al Metrodome per la gara del penultimo turno che avrebbe decretato il vincitore della division. Entrambe le squadre avevano un record di 8-6. I Vikings erano in vantaggio per 31-24 a metà dell'ultimo periodo di gioco ma i Packers rimontarono, pareggiando con 3:34 al termine. Green Bay poi percorse il campo e vinse con un field goal da 29 yard di Ryan Longwell mentre il tempo stava scadendo. Fu la seconda volta in stagione che Longwell calciò un field goal dell'ultimo secondo, dando a Green Bay la vittoria per 34–31 sui Vikings.
- Il 9 gennaio 2005 vi fu il primo incontro tra le due squadre nei playoff. I Vikings si portarono in vantaggio per 31-17.[4] Nel quarto periodo, dopo il suo secondo touchdown, il wide receiver di Minnesota Randy Moss mostrò il sedere ai tifosi dei Packers. Il commentatore di Fox Joe Buck descrisse tale festeggiamento come "un atto disgustoso.”
- La settimana che precedette la gara del quarto turno al Metrodome vi furono speculazioni che Brett Favre potesse battere il record di tutti i tempi per touchdown passati. Aveva già pareggiato il primato la settimana precedente e aveva bisogno di un solo touchdown per superare i 420 di Dan Marino. Favre batté il record nel primo quarto con un passaggio da 16 yard per Greg Jennings. I Packers vinsero per 23–16.[5]
- Nella settimana 10 della stagione 2007, i Packers batterono i Vikings 34-0, la seconda volta che non subirono alcun punto nella rivalità.
- Un field goal sbagliato da 52 yard di Mason Crosby con 26 secondi al termine sigillò la fine di una dura battaglia vinta per 28–27 dai Vikings all'Hubert H. Humphrey Metrodome il 9 novembre 2008. Gus Frerotte superò 3 intercetti (di cui uno ritornato per 55 yard in touchdown dai Packers con Nick Collins) passando due touchdown, mentre Adrian Peterson corse 192 yard e segnò il touchdown decisivo a 2:22 dal termine. Il quarterback dei Packers Aaron Rodgers passò 142 yard ma nel secondo quarto commise un fumble nella end, venendosi fischiata una penalità per avere scagliato intenzionalmente a terra il pallone, dando luogo a una safety per i Vikings; Jared Allen in seguito mise a segno un sack su Rodgers nella end zone a 52 secondi dal termine del secondo quarto, dando ai Vikings un'altra.
- Questo Monday Night Football fece registrare la sua alta audience nella storia dei programmi via cavo il 5 ottobre 2009, quando Minnesota ospitò Green Bay. La gara fu il primo incontro tra i Packers e il loro ex quarterback Favre, passato ai Vikings. Questi si aggiudicarono la gara quando Rodgers subì un subì sulla loro linea delle 33 yard e perse un fumble. I Vikings percorsero il campo con Adrian Peterson che corse 5 volte per 26 yard e Favre che lanciò per 5 volte, chiudendo con un touchdown da una yard per Visanthe Shiancoe. Rodgers poi passò un touchdown da 62 yard per Jermichael Finley e dopo un touchdown a testa (un passaggio da 14 yard da Favre a Sidney Rice e Clay Matthews che strappò il pallone Peterson ritornando il pallone per 42 yard nella end) Favre portò i suoi in profondità nel territorio avversario; un passaggio nella end zone fu intercettato ma successivamente annullato per un'interferenza e una giocata dopo Peterson segnò su corsa. I Vikings non fecero più avvicinare gli avversari e vinsero per 30-23, salendo a un record di 4-0 nel 2009.
- Il 24 ottobre 2010 le due squadre si incontrarono nel Sunday Night Football[6] Tre intercetti di Favre portarono i Packers in vantaggi per 28–24 ma il quarterback riuscì a lanciare una rimonta; un touchdown di Percy Harvin a 57 secondi dal termine fu annullato perché aveva un piede oltre la linea e i Vikings non riuscirono più a segnare un touchdown nell'ultimo tentativo. Favre subì un infortunio alla caviglia che lasciò in dubbio la sua stagione e l'allenatore Brad Childress si infuriò con gli arbitri per tale motivo. Nella rivincita del 21 novembre, Green Bay vinse nettamente per 31-3 con quattro passaggi da touchdown di Rodgers, facendolo salire a un record di 2-2 in carriera contro Favre. La sconfitta fece scendere Minnesota a un record di 3-7, eliminandola di fatto dalla corsa ai playoff. Childress fu licenziato il giorno successivo e il coordinatore difensivo Leslie Frazier prese il suo posto. A fine anno i Packers vinsero il loro quarto Super Bowl.

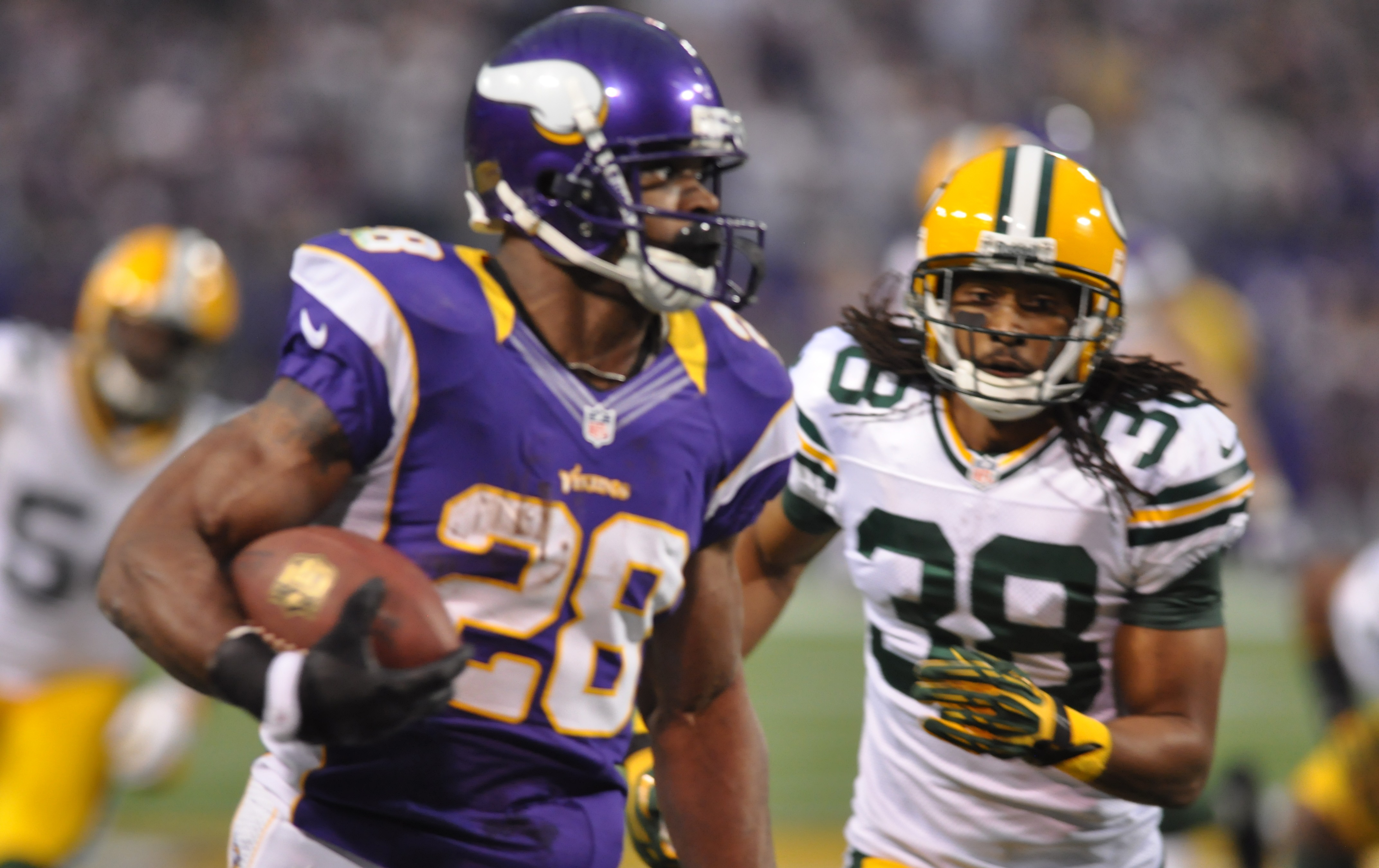
Adrian Peterson contro I Packers il 30 dicembre 2012, l'ultima gara della sua stagione da 2.097 yard

- Adrian Peterson giunse a nove yard dal superare il record stagionale di Eric Dickerson del 1984 ma il suo ultimo scatto consentì ai Vikings di calciare il field goal della vittoria per 37-34 Vil 30 dicembre 2012. I Packers avevano annullato uno svantaggio di 20-10 alla fine del primo tempo ma non riuscirono a conquistare la vittoria, mentre i Vikings con essa si aggiudicarono l'ultimo posto disponibile nei playoff, while the Vikings advanced to the playoffs as the NFC's sixth seed.
- Il 5 gennaio 2013 i Packers batterono i Vikings per 24-10 nel turno delle wild card solo sei giorni dopo avere perso con Minnesota nell'ultimo turno. Green Bay riuscì a tenere Adrian Peterson sotto le 100 yard corse dopo che ne aveva fatte registrare 210 e 199 nei due incontri della stagione regolare.
- Le due squadre si affrontarono con in palio il titolo di division nell'ultimo turno della stagione 2015 al Lambeau Field.[7] I Vikings vinsero per 20–13, conquistando il primo titolo della NFC North dal 2009 e interrompendo una striscia di quattro vittorie consecutive per i gialloverdi.
- Nella prima gara allo U.S. Bank Stadium, nel secondo turno della stagione 2016, i Vikings batterono i Packers 17-14, iniziando la stagione con un record di 5-0.
- Le due rivali si affrontarono allo U.S. Bank Stadium il 15 ottobre 2017. A metà del primo quarto, il linebacker di Anthony Barr placcò Aaron Rodgers, costringendolo a lasciare l'incontro con una vertebra frattura. Rodgers subì un'operazione chirurgica il 19 ottobre e fu inserito in lista infortunati, lasciando le redini della squadra al quarterback Brett Hundley. Successivamente le due squadre seguirono percorsi opposti, con Green che terminò 7-9, interrompendo una striscia di otto qualificazioni consecutive ai playoff, mentre Minnesota terminò 13-3 vincendo la division e raggiungendo la finale di conference, dove perse contro i futuri vincitori del Super Bowl LII, i Philadelphia Eagles. Prima dell'inizio della stagione successiva fu introdotta una regola per cui un placcaggio simile a quello di Barr avrebbe causato una penalità.[8]
- Il 23 dicembre 2017 i Vikings vinsero per 16–0, non subendo per la prima volta punti al Lambeau Field. Fu la seconda volta per la stagione dei Packers in cui non segnarono punti, quando in precedenza vi erano sempre riusciti in casa sin dal 2006, dopo una sconfitta per 0-23 contro i Baltimore Ravens.
- Il 23 dicembre 2019 i Packers (11-3) e i Vikings (10-4) si affrontarono allo U.S. Bank Stadium per il Monday Night Football che avrebbe avuto implicazioni in ottica playoff. Con una vittoria Green Bay si sarebbe aggiudicata la division, mentre una dei Vikings avrebbe tenuto aperta la questione. Malgrado l'attacco dei Packers avesse perso tre palloni nel primo tempo, la squadra alla fine riuscì a vincere per 23-10, grazie a 3,5 sack di Za'Darius Smith e 154 yard corse e 2 touchdown di Aaron Jones. Fu la prima vittoria dei Packers nel Minnesota dal 2015 e la loro prima di sempre allo U.S. Bank Stadium. Green Bay vinse la NFC North e Minnesota si accontentò della sesta testa di serie nei playoff della NFC.[9]

## Connessioni tra le due squadre

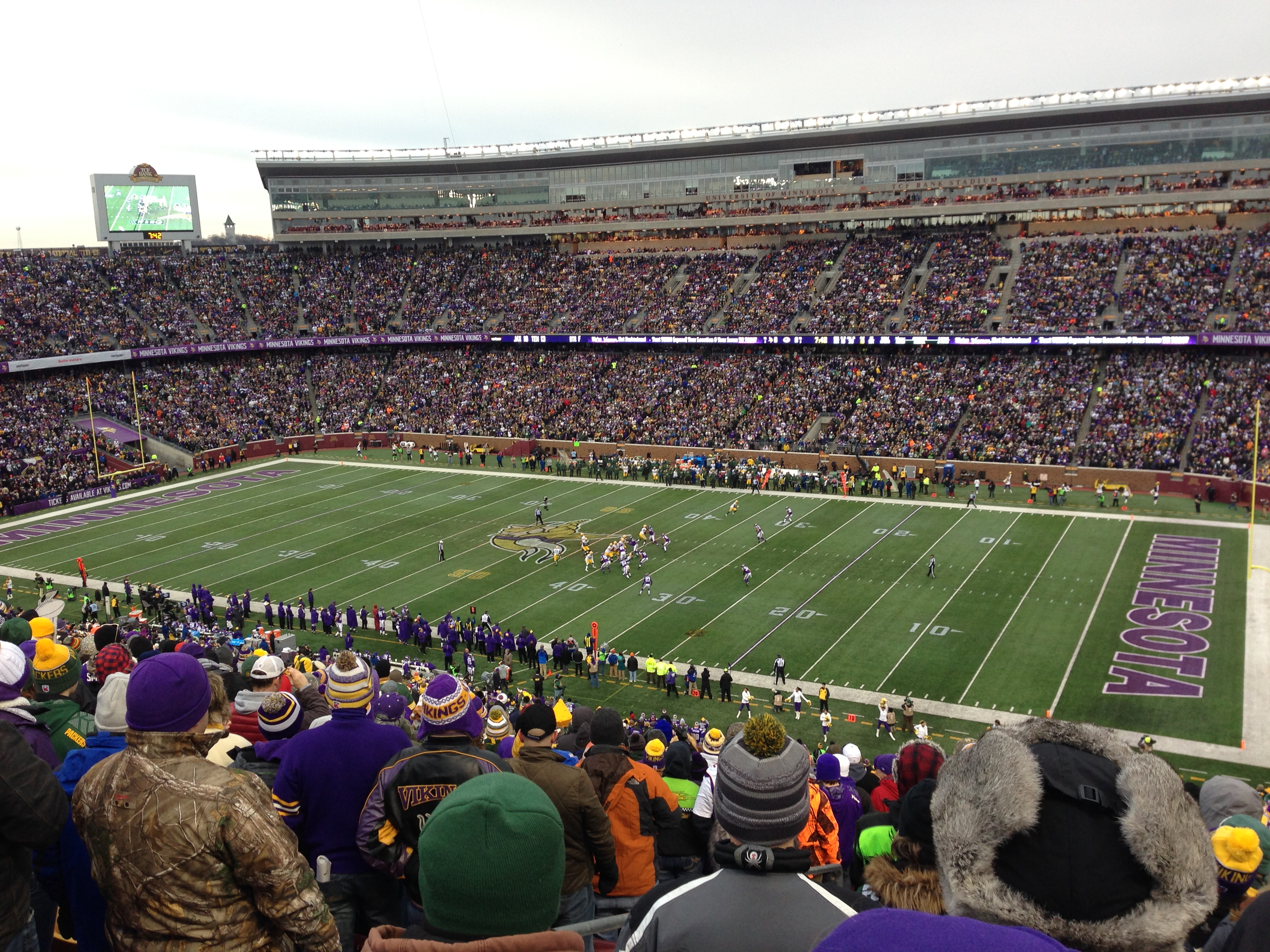
I Packers e i Vikings in una gara del 2015

| Nome             | Ruolo | Anni con i Packers   | Anni con i Vikings |
| ---------------- | ----- | -------------------- | ------------------ |
| Paul Coffman     | TE    | 1978–1985            | 1988               |
| Letroy Guion     | DT    | 2014–2016            | 2008–2013          |
| Brandon Bostick  | TE    | 2012–2014            | 2015               |
| Brett Favre      | QB    | 1992–2007            | 2009–2010          |
| DuJuan Harris    | RB    | 2012–2014            | 2015               |
| Greg Jennings    | WR    | 2006–2012            | 2013–2014          |
| Robert Ferguson  | WR    | 2001–2007            | 2007–2008          |
| Gilbert Brown    | DT    | 1993–1999, 2001–2003 | 1993               |
| Datone Jones     | DE    | 2013–2017            | 2017               |
| Chandon Sullivan | DB    | 2019–2021            | 2022               |
| Za'Darius Smith  | LB    | 2019–2021            | 2022               |
| Dean Lowry       | DE    | 2016–2022            | 2023–presente      |
| Desmond Bishop   | LB    | 2007–2013            | 2013–2014          |
| Jeff Brady       | LB    | 1992                 | 1995–1997          |
| Bryce Paup       | LB    | 1990–1994            | 2000               |
| Darren Sharper   | DB    | 1997–2004            | 2005–2008          |
| Mossy Cade       | DB    | 1985–1986            | 1988               |
| Ryan Longwell    | K     | 1997–2005            | 2006–2011          |
| Jan Stenerud     | K     | 1980–1983            | 1984–1985          |
| Bucky Scribner   | P     | 1983–1984            | 1987–1989          |
| Carroll Dale     | WR    | 1965–1972            | 1973               |
| Koren Robinson   | WR    | 2006–2007            | 2005               |